# Ramón Bello Bañón

Ramón Bello Bañón (Almansa, 1930-Albacete, 2016) fue un político, abogado, periodista, escritor, poeta y profesor universitario español, alcalde de Albacete entre 1974 y 1978.

## Biografía
Nacido en Almansa (Albacete) en 1930, se licenció en Derecho por la Universidad de Granada en 1955. Trabajó en el Instituto de Higiene de Albacete y ejerció como abogado. En 1974 se convirtió en alcalde de Albacete, cargo que desempeñó hasta 1978. Fue gobernador civil de Ciudad Real entre 1978 y 1981 y de Alicante entre 1981 y 1982.
Fue decano del Ilustre Colegio de Abogados de Albacete, presidente del Consejo General de Abogados de Castilla-La Mancha y miembro del Consejo General de la Abogacía Española. Ejerció como profesor de Derecho Natural y Filosofía del Derecho en el Centro Asociado de la Universidad Nacional de Educación a Distancia (UNED).
Como escritor publicó libros como Los caminos del día o La biografía de otros ecos. Fue galardonado con la Cruz de Honor de San Raimundo de Peñafort. Es el autor del himno de la Virgen de los Llanos.